# Esarcus abeillei
Esarcus abeillei är en skalbaggsart som beskrevs av César Marie Félix Ancey 1870. Esarcus abeillei ingår i släktet Esarcus och familjen vedsvampbaggar. Inga underarter finns listade i Catalogue of Life.